# 兵庫県立須磨友が丘高等学校
兵庫県立須磨友が丘高等学校（ひょうごけんりつ すまともがおかこうとうがっこう）は、兵庫県神戸市須磨区にある県立高等学校。
通称「友が丘」（ともがおか）。

## 概要
総合学科を設置しており、第1学区以外からの入学も可能である。校訓は「知・考・行」。 

## 沿革
- 1983年（昭和58年）4月1日 - 普通科7学級で現在の地にて開校。
- 1983年（昭和58年）4月8日 - 開校式および第1回入学式を挙行。
- 1983年（昭和58年）6月20日 - 新校舎（管理・普通教室棟等5棟）が完成。
- 1983年（昭和58年）8月31日 - グラウンド（プレハブ仮設校舎の跡地周辺）整地工事が完成。
- 1983年（昭和58年）11月4日 - 校歌制定。
- 1984年（昭和59年）3月30日 - 屋内体育館、プール、環境整備工事が完成。
- 1984年（昭和59年）5月21日 - 兵庫県立姫路聾学校において、同校との友愛締結の宣言式を挙行。
- 1984年（昭和59年）11月5日 - 応援歌制定。
- 1984年（昭和59年）11月5日 - 1986年度から英語コース・理数コースの設置が決定。
- 1986年（昭和61年）4月1日 - 英語コース・理数コースを設置。
- 1992年（平成4年）11月4日 - 創立10周年記念式典を挙行。
- 1995年（平成7年）1月17日 - 阪神・淡路大震災により被害を受ける。
- 2000年（平成12年）4月3日 - 総合学科設置に向けての推進計画対象校に決定。
- 2002年（平成14年）4月1日 - 普通科、英語コース・理数コースを廃止し、総合学科に改編。
- 2002年（平成14年）11月1日 - 創立20周年記念式典を挙行。
- 2007年（平成19年）3月30日 - グランド及びテニスコートを改修。
- 2009年（平成21年）3月30日 - 生徒集会室改修。[1]

## 校風
生徒自ら知り、考え、行うことを重視する。
単位制を導入し様々な進路を目指す生徒が同じ教室で学ぶようになったため、全員を対象にした補習授業や、進学クラスはない。2007年度からチューター室が設置され、自ら働きかければ教員からの指導を受けることは可能である。

## 部活動
部活動が盛んであるため、推薦入試を利用して進学する生徒が多い。

### 運動部
- 硬式野球部
- サッカー部(ヤリサーです。
- 陸上競技部
- テニス部（男子・女子）
- ソフトテニス部（男子・女子）
- バレーボール部（男子・女子）
- バスケットボール部（男子・女子）
- バドミントン部（女子）
- 剣道部
- 水泳部
- ウエイトリフティング部
- ソフトボール部

### 文化部・同好会
- 吹奏楽部
- 美術部
- 書道部
- 茶華道部
- 演劇部
- 家庭科部
- ESS部
- 文芸部
- ダンス部
- 軽音楽部

### 委員会
- 放送委員会
- 図書委員会

### 部活動の成績など
- ウエイトリフティング部女子は全国2連覇しており、顧問はオリンピック女子監督も務めた。
- 剣道部は女子が全国大会に出場している。
- 放送委員会は全国大会の常連の強豪である。
- サッカー部は過去に高校総体県準優勝、近畿大会出場するなど県内では強豪として知られる。
- 陸上競技部は駅伝で県大会アベック出場記録、女子は近畿大会出場記録を年々伸ばし続けている。
- 硬式野球部は第97回全国高校野球選手権大会兵庫県予選でベスト8に進出した。
- 吹奏楽部は全国吹奏楽コンクール関西大会小編成部門で2017年から2年連続金賞を受賞している。

## 著名な出身者
- 西野誠（サッカーJリーグ、カターレ富山）
- 安藤由翔（サッカーJリーグ、藤枝MYFC）
- 塩谷朋之（12012（イチニーゼロイチニ）ベース）
- 幸樹（ダウト・ボーカル）
- 大月勇（毎日放送元アナウンサー）
- 大吉洋平（毎日放送アナウンサー）
- 実咲凜音（元宝塚歌劇団宙組トップ娘役）
- 竹地志帆（陸上競技選手（佛教大学卒、現在はヤマダ電機））
- 八木かなえ（ウエイトリフティング選手）
- 天狗（お笑い芸人）コンビ両名
- フースーヤ（お笑い芸人）コンビ両名
- 宮崎唯（声優）

## 主な進学先
- 国公立大学
  - 兵庫県立大学、神戸市外国語大学、神戸市看護大学、徳島大学、高知工科大学など。
- 私立大学
  - 関西学院大学、関西大学、甲南大学、近畿大学、武庫川女子大学、神戸女子大学、神戸学院大学など。

## 最寄り駅
神戸市営地下鉄妙法寺駅より北へ徒歩15分